# Nehuen Hernando
Pour les articles homonymes, voir Hernando.
Nehuen Alexis Hernando né le 23 juin 2000, est un joueur argentin de hockey sur gazon. Il évolue au poste de gardien de but à Ducilo et avec l'équipe nationale argentine.

## Carrière
- Debuts sub-18 en octobre 2018 JJOO de la jeunesse Troisième place. Buenos Aires.

- Débuts en U21 en novembre 2021 pour la coupe du monde U21 2021.
- Débuts en équipe première le 19 mars 2022 contre l'Inde à Bhubaneswar dans le cadre de la Ligue professionnelle 2021-2022[2].

## Palmarès
- 🥉: 3º JJOO de Jeunesse de 18 ans en 2018.

- : 1er à la coupe du monde des moins de 21 ans en 2021[3].